# ديتر غروسمان
ديتر غروسمان (بالألمانية: Dieter Grossmann)‏ هو فنان ألماني، ولد في 24 أبريل 1926 في فرانكفورت في ألمانيا.